# Halimasjärvi
Halimasjärvi är en sjö i Finland. Den ligger i Tammerfors stad i landskapet Birkaland, i den södra delen av landet, 160 km norr om huvudstaden Helsingfors. Halimasjärvi ligger 136 meter över havet. Arean är 4,2 hektar och strandlinjen är 0,94 kilometer lång. Sjön  ingår i Kumo älvs huvudavrinningsområde.   I omgivningarna runt Halimasjärvi växer i huvudsak barrskog.